# 伍斯特城足球會
伍斯特城足球會（英語：Worcester City Football Club）是一支位於英格蘭西米德蘭茲區域伍斯特郡的郡治伍斯特的足球會，目前於英格蘭北部超級聯賽甲組中部角逐。於2013年離開舊主場聖喬治徑（St George's Lane）後，暫時與京達米士特共用阿格堡球场（Aggborough）作為主場。

## 榮譽
- 伯明翰及鄰近地區聯賽（Birmingham & District league）
  - 冠軍：1913/14年、1924/25年、1928/29年、1929/30年；
  - 亞軍：1931/32年、1932/33年、1933/34年；
- 南部聯賽西分區（Southern League Western Section）
  - 亞軍：1939/40年；
- 南部聯賽甲組聯賽（Southern League Division One）
  - 冠軍：1967/68年；
- 南部聯賽甲組北聯賽（Southern League Division One North）
  - 冠軍：1976/77年；
- 南部聯賽超級組（Southern League Premier）
  - 冠軍：1978/79年；
- 聯盟超級聯賽（Alliance Premier League）
  - 季軍：1979/80年；
- 南部聯賽盃（Southern League Cup）
  - 冠軍：1940年、2001年；
- 伍斯特郡高級盃（Worcestershire Senior Cup）
  - 冠軍：28次；
- 斯塔福德郡高級盃（Staffordshire Senior Cup）
  - 冠軍：1976/77年；
- 威爾斯盃
  - 準決賽：1978/79年；
- 英格蘭足總錦標
  - 半準決賽：1969/70年、1973/74年、1980/81年、1981/82年；
- 英格蘭足總盃
  - 第四圈：1958/59年；

## 外部連結
- Official Site
- Worcester City@Football Club History Database
- This is Worcester City